# Berggrundvecklare
Berggrundvecklare (Celypha rurestrana) är en fjärilsart som först beskrevs av Philogène Auguste Joseph Duponchel 1843.  Berggrundvecklare ingår i släktet Celypha, och familjen vecklare. Arten är reproducerande i Sverige.